# GDDR6

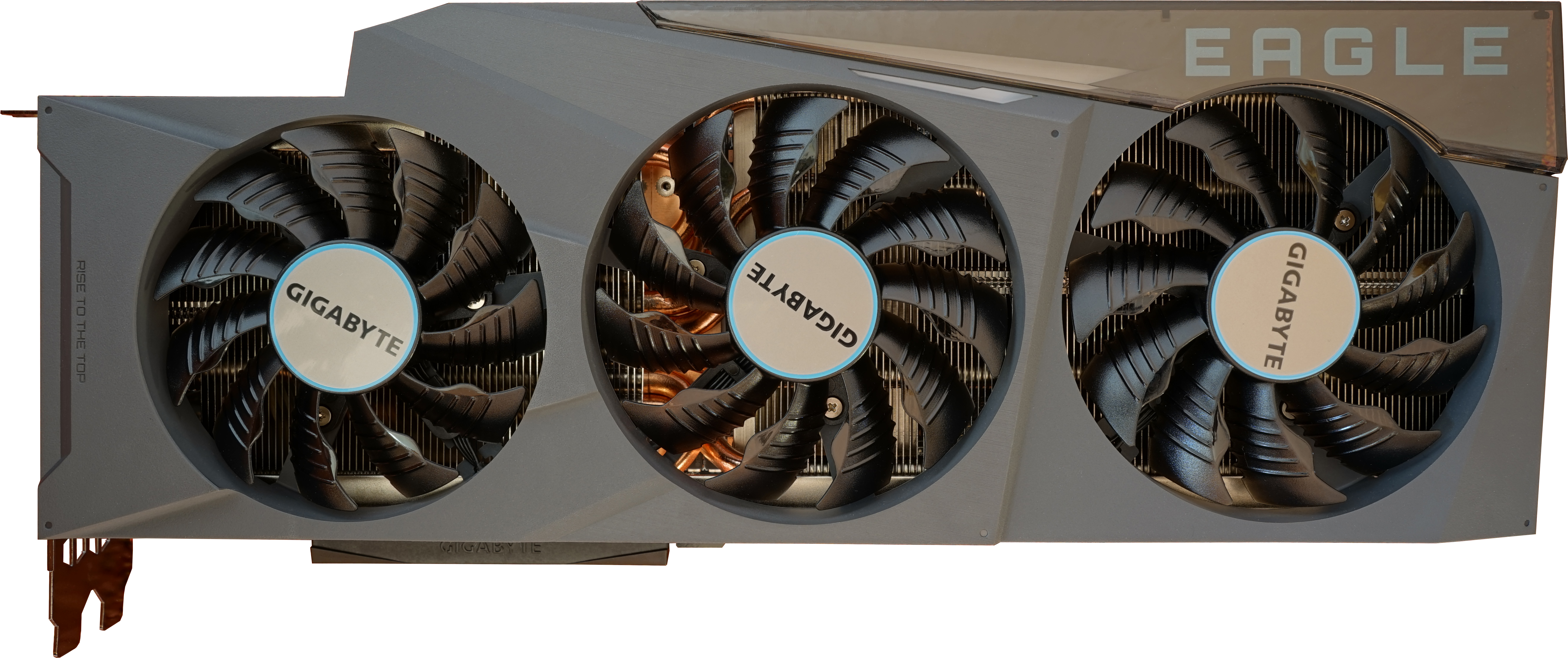
GDDR6

GDDR6 SDRAM (به انگلیسی: GDDR6 SDRAM) یا به تعبیر دیگر، «نرخ دوبرابری داده گرافیکی حافظهٔ دستیابی تصادفی پویا نوع شش»، یک حافظه دسترسی همزمان و پویا با پهنای باند بالا و تقریباً برابر با نرخ دوبرابر داده‌ها است که برای کارت گرافیک، کنسول بازی ویدئویی و محاسبات با توان عملیاتی بالا تولید گردیده است.